# سيتم إن كان بها نصيب
سيتم إن كان بها نصيب هو فيلم تركي كوميدي من إنتاج شركة Green Art Group ومن بطولة بوراك سيفينش والجى ايكي ونور سورير.

## قصة الفيلم
تحت وطأة ذهولها من موت والدها، ومقامرة عمّها التي لا تُحمد عقباها، تقابل «غونفير» رجلًا ظاهره ليس كباطنه «جوكهان».

## الموسم الثاني
طالب جمهور الفنان التركي بوراك سيفينش شركة إنتاج فيلم “سيتم إن كان بها نصيب” تصوير جزء جديد من الفيلم.وقال منتج الفيلم وحدات أردوغان، وفق ترجمة تركيا الآن، أنه سعيد بإهتمام الجمهور بالفيلم وأضاف سعداء للغاية بالانفتاح على بوابات العالم من خلال الفيلم الشهير، وتابع جمهور الفيلم من الخارج كتابة رسائل مفادها أنهم معجبين جدا لقصة الفيلم وممثله الرئيسي بوراك سيفينش. وقال المنتج للجمهور سنعود لكم بنص رائع.